# Afluenza

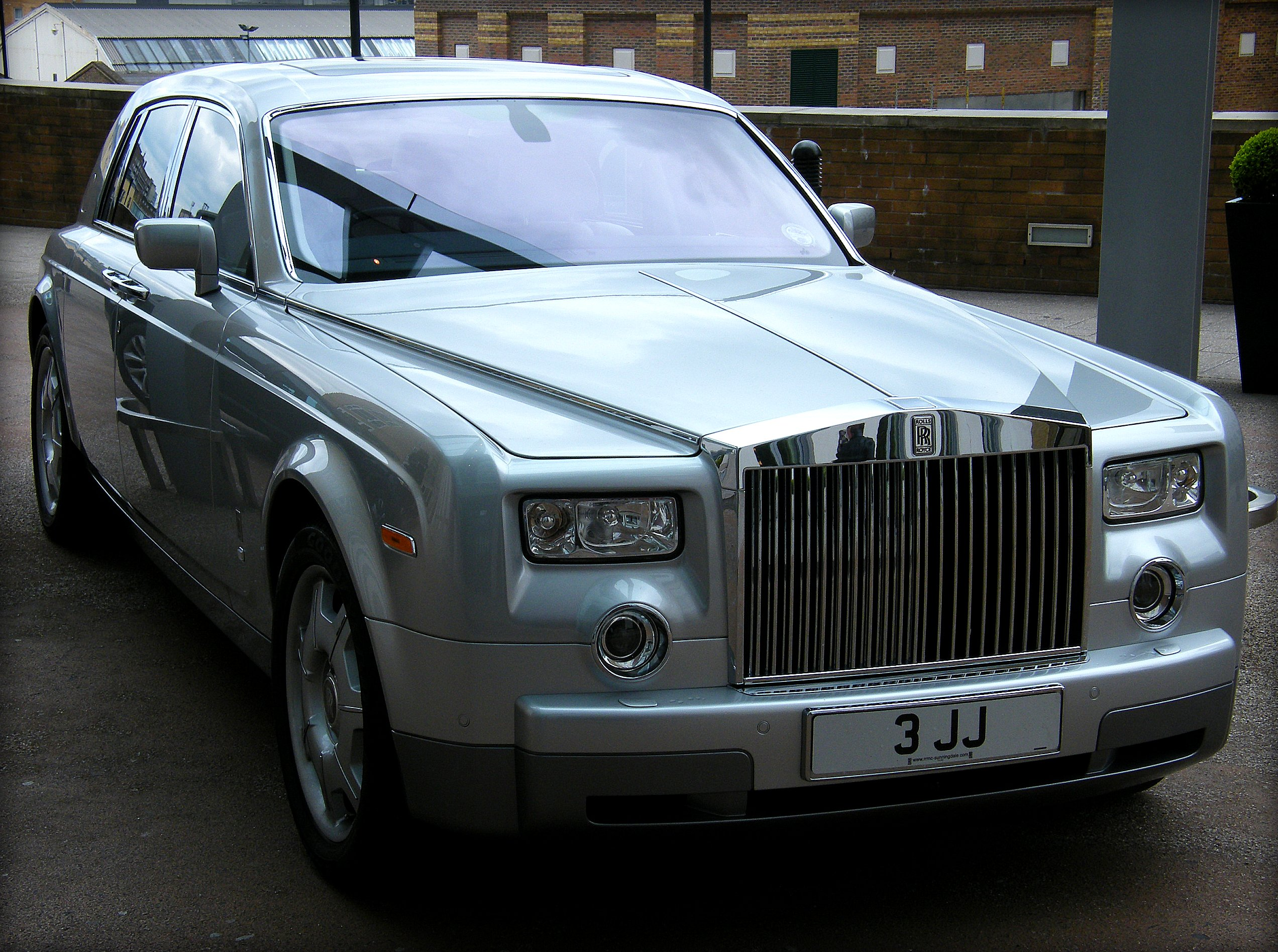
Automóvil de lujo

Afluenza, affluenza, como préstamo del inglés, o afluencia, usado a veces de manera incorrecta, es un neologismo conformado por las palabras afluencia e influenza, usado por los críticos del capitalismo y el consumismo, principalmente por los de habla inglesa, que acuñaron el término por vez primera. Dos fuentes la definen de la siguiente manera:

affluenza, enfermedad dolorosa y contagiosa de transmisión social consistente en sobrecarga, endeudamiento, ansiedad y despilfarro como consecuencia del obstinado empeño por poseer más.

affluenza, 1. Sentimiento pesado y lento de insatisfacción como resultado de los esfuerzos de mantenerse al ritmo de la clase social y los bienes materiales de los vecinos, keeping up with the Joneses. 2. Epidemia de estrés, sobrecarga de trabajo (karoshi), despilfarro y endeudamiento causado por perseguir el "Sueño Americano". 3. Adicción insostenible al crecimiento económico.

Los defensores del término consideran que el precio de un crecimiento sin fin en riqueza material puede conducir a sentimientos de inutilidad e insatisfacción más que a experiencias de una mejor calidad de vida, y que estos síntomas pueden ser englobados bajo la metáfora de una dolencia. Defienden que aquellos que se han enriquecido, alcanzan el éxito económico a costa de dejarse a sí mismos insatisfechos y hambrientos de más riqueza, encontrándose incapaces de encontrar placer de los productos que consumen, y que cada vez más los bienes materiales pueden llegar a determinar su tiempo y pensamientos, en detrimento de sus relaciones personales y su sensación de felicidad. La condición es considerada particularmente aguda entre aquellos con riqueza heredada, de los que se dice que experimentan culpabilidad, falta de propósito y comportamiento disoluto, así como una obsesión de mantener el nivel de riqueza percibido.

## Teoría psicológica y social
El psicólogo británico Oliver James afirma que hay una correlación entre la naturaleza creciente de la afluenza y el aumento de la desigualdad material: cuanto más desigual es una sociedad, mayor es la infelicidad de sus ciudadanos. Haciendo referencia a la tesis de Vance Packard "The Hidden Persuaders", ('Los persuasores escondidos'), sobre los métodos de manipulación usados por la industria de la publicidad, James relaciona la estimulación de necesidades artificiales al incremento de la afluenza. Para ilustrar la extensión de la afluenza en la sociedad con diversos niveles de desigualdad, James entrevistó a gente en varias ciudades, como Sídney, Singapur, Auckland, Moscú, Shanghái, Copenhague y Nueva York.
James también cree que los altos porcentajes de enfermedades mentales son consecuencia de la excesiva búsqueda de riqueza propia de los países consumistas. En un gráfico creado a partir de datos de diversas fuentes, las variables de James "Prevalencia de alguna aflicción emocional" y "Desigualdad de ingresos" tendían a mostrar que los países de habla inglesa tienen cerca de dos veces más de estrés emocional que el resto del continente europeo y Japón: 21,6% contra 11,5%. James define la afluenza como «el hecho de otorgarle un alto valor al dinero, las posesiones, la apariencia (física y social) y la fama», y esto se convierte en la base detrás del incremento de enfermedades mentales en las sociedad de habla inglesa. Él explica la gran incidencia de afluenza como resultado del capitalismo egoísta ('Selfish Capitalism'), las políticas de gobierno de liberalismo económico encontradas en los países de habla inglesa en comparación con el capitalismo menos egoísta del resto de Europa. James afirma que estas sociedades pueden contrarrestar el efecto negativo del consumismo buscando las necesidades reales en vez de los deseos percibidos, y definiéndose a sí mismos como teniendo un valor independiente de sus posesiones materiales.

## Base filosófica
Como metáfora, presenta una crítica social subjetiva como una enfermedad objetiva. Puede decirse toma su cuerpo crítico de la unión de los conceptos elaborados por Marx de alienación y reproducción del capital, siendo que el hombre no se comporta humanamente, sino que se identifica con una cantidad de capital que como tal debe reproducirse a sí misma para seguir activa en los ciclos de crecimiento económico. En este sentido, una vez se maneja el dinero como capital, este conlleva un hambre de riqueza que nunca podrá ser saciado, debido a que es una abstracción que se corresponde con la realidad, y viceversa: una vez surge el ansia de riqueza, se empieza a tener una visión del dinero como capital, como si este fuera una inversión rentable en potencia y no simplemente un medio de cambio, sintiendo culpabilidad en caso de no ser capaz o no esforzarse en medrar la cantidad inicial, pues se percibe como inmoral. Así, el sistema socioeconómico deriva, desde el más primitivo progreso material y humano que usa el dinero como medio, en un crecimiento del capital que utiliza los recursos materiales y humanos. La superposición de las características del segundo sistema: abstracto, eterno, ideal...; sobre las del primero: concreto, finito, real..., derivaría siguiendo a Deleuze, en un capitalismo esquizofrénico.
En este sentido, esta dolencia también se puede ver complementada con el concepto de utilidad marginal decreciente y el platonismo. Así, cuando un bien material empieza a proporcionarnos menos beneficio, lo achacamos a un platonismo ideal de nuestra necesidad, que requiere mucho más para ser satisfecha, y buscamos su remedio en otro bien material de mayor tamaño o mejor calidad; y cuando la necesidad es más abstracta, como por ejemplo una necesidad de conciencia tranquila, en un amplio abanico de bienes sugeridos por la industria publicitaria. Pero resulta que de esta manera la satisfacción será siempre imposible, debido al dualismo ontológico instaurado por Platón, y que conforma un aspecto básico de nuestra cultura occidental; esta distinción radical que sitúa un abismo (jorismós) entre dos mundos. Con lo cual estamos frente a un círculo vicioso, un tipo de amor platónico que nunca podrá ser satisfecho.